# Antirösträttsmötet 1912
Antirösträttsmötet 1912 anordnades 23 april 1912 i KFUM:s stora sal i Uppsala. Mötet, som arrangerades av framstående kvinnliga rösträttsmotståndare, syftade till att påpeka att varken kvinnor eller Sverige behövde kvinnlig rösträtt. 
Mötet anordnades sannolikt av Anna Söderblom och Lina Ribbing samt andra framträdande kvinnor i Uppsalas societet. Det var fyllt av såväl rösträttsmotståndare som rösträttsförespråkare, men merparten av de mediala rapporterna efteråt refererade att mötet hade avlöpt till rösträttsförespråkarnas fördel, trots att det anordnades av motståndare. Medlemsantalet i Uppsala-avdelningen av Landsföreningen för kvinnans politiska rösträtt ökade markant efter mötet.

## Mötet
KFUM:s stora sal var till brädden fylld under mötet av både rösträttsmotståndare och rösträttsaktivister. Troligen initierades mötet av Anna Söderblom, Nathan Söderbloms fru, och Lina Ribbing. Bland framstående motståndare deltog även Uppsala-kvinnorna Thyra Quensel, Carola Eneroth och Ida Norrby. Bland rösträttsaktivister deltog bland andra Lydia Wahlström och Louise Woods-Beckman.
Mötet föranleddes av Kungl. Maj:ts Nåd. Proposition Nr 110, som föreslog att kvinnor skulle ges rösträtt och valbarhet i Sverige. Det ryktades om att mötet var ett första steg på väg mot en förening mot kvinnans politiska rösträtt, likt National Association Opposed to Woman Suffrage i USA eller Women's National Anti-Suffrage League i Storbritannien, men någon sådan förening realiserades aldrig.

### Rösträttsmotståndarna

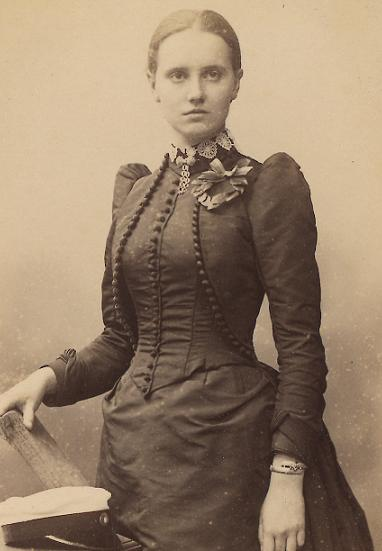
Anna Söderblom inledningstalade under mötet.

Under inledningsanförandet beskrev Anna Söderblom hur överraskad hon och många av hennes meningsfränder hade blivit över Kungl. Maj:ts Nåd. Proposition Nr 110, som föreslog att kvinnor skulle ges rösträtt i Sverige. Hon såg kvinnlig rösträtt som en stor fara för samhället, och kände en plikt att ge uttryck för sin åsikt offentligt. Hon menade att kvinnor och män kompletterade varandra i det gemensamma arbetet, och att det politiska livet borde vara förbehållet männen. Dessutom menade hon att eftersom alla män hade värnplikt – men alla kvinnor inte valde att skaffa barn – så var inte rättighetsaspekten ett rimligt argument. De dåliga sociala förhållanden som rådde runtom i landet erkände hon, men menade att de inte kunde lösas politiskt och i synnerhet inte så enkelt som med kvinnlig rösträtt. Allt som försvårade mannens roll som familjeförsörjare såg hon som en fara, och kvinnlig rösträtt var en sådan missriktad nit.
Efter Anna Söderbloms inledningsanförande talade Carola Eneroth bestämt mot den kvinnliga rösträtten, i synnerhet eftersom kvinnan kunde bidra med så mycket inom det kommunala livet. Kvinnor kunde 1912 sedan några år väljas till kommunfullmäktige och kommunala nämnder, och hon menade att kvinnan borde lägga sitt engagemang där, eftersom kommunen dessutom drev mer "kvinnliga" frågor. Utöver dessa argument oroades hon över att Socialdemokraterna skulle gå starkt framåt om kvinnor fick rösträtt, och att det socialistiska hotet var överhängande.
Lina Ribbings tal, som följde på Eneroths, handlade framförallt om Äktenskapsbalken, att kvinnans plats var i hemmet och att mannen var hennes ombud i det offentliga livet. Efter en genomgång av äktenskapsbalkens bestämmelser slog hon fast att lagen gav kvinnan tillräckligt skydd och rätt. Olyckliga äktenskap, som kanske förvärrades av alkohol och misshandel, löstes bättre av skilsmässa eller bättre moderligt omhändertagande av hustrun.
Även professorskan Thyra Quensel, som var nära vän med Söderblom och Ribbing, menade att kvinnans plats framförallt var i hemmet, och att man inte kunde vara både en duktig husmor och politiskt engagerad. Ogifta kvinnor hade inte tid och förmåga att sätta sig in tillräckligt i de politiska spörsmålen, och dessutom borde hemmet vara fridlyst från politiska stridigheter, vilket kvinnliga rösträtten riskerade.
Den sista kvinnan som talade mot den kvinnliga rösträtten var Ida Norrby, som anklagade de kvinnliga rösträttsaktivisterna för egoism, och att de tog för enkelt på de plikter och ansvar som rösträtten innebar. Visst kunde kvinnan bli tillräckligt insatt, menade Norrby, men bara till en stor kostnad, och dessutom riskerade hemmet – precis som Quensel framhöll – att förlora sin status som fridlyst från politik. Hennes sista argument var att den kvinnliga rösträtten kanske inte skulle få stå stor betydelse som kvinnorna trodde, att samhället skulle bli sig likt men kvinnorna uttröttade. Precis som Carola Eneroth såg hon det som bättre om kvinnan engagerade sig i den kommunala politiken.

### Rösträttsförespråkarna

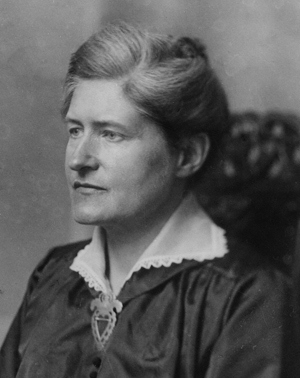
Lydia Wahlström var den första rösträttsförespråkaren som tog till orda.

Lydia Wahlström var den första rösträttsförespråkaren som gav sin bild, och konstaterade ironiskt att så vältaligt hade motståndet aldrig varit mot rösträtten, och att det visade på hur mogna kvinnorna verkligen var för rösträtten. Hon invände framförallt mot Ribbings försvar av äktenskapsbalken, och menade att kvinnor måste kunna påverka den lagstiftning som påverkar dem, samt att lagstiftningen behövde reformeras, inte för de lyckliga utan för de olyckliga fallen.
Louise Woods-Beckman invände mot Söderbloms argument att kvinnors politiska engagemang skulle hamna i konflikt med hemlivet. Hon åberopade sina åtta barn, hur hon hade ammat dem alla, och samtidigt haft möjlighet till samhälleligt engagemang.

## Mottagande
Mötet uppmärksammades i de flesta större dagstidningarna. Konservativa Stockholms Dagblad berömde Anna Söderblom för hennes politiska mod och poängterade hur viktigt hennes engagemang var. Liberala Upsala Nya Tidning refererade objektivt mötets olika inlägg, men poängterade att det tycks ha varit fler rösträttsförespråkare än motståndare, och att Lydia Wahlströms inlägg togs emot väldigt väl. Dagens Nyheter lyfte fram det man såg som orealistiskt i Söderbloms inledningsanförande, och menade att kvinnan redan hade drivits ut ur hemmets paradis och att det därför var dags att låta kvinnan ta hand om det stora hemmet, med andra ord samhället. Dagny återgav ett kort referat, där man såg rösträtten som ofrånkomlig, och att man inte kunde förstå hur någon som likt Anna Söderblom redan arbetade utanför hemmet kunde visa sig så oförstående för hur världen verkligen redan såg ut.

## Eftermäle
Lydia Wahlström skrev själv i sina memoarer att mötet tycks ha fått motsatt effekt än vad arrangörerna såg framför sig. Efter mötet ökade medlemsantalet i Uppsalas avdelning av Landsföreningen för kvinnans politiska rösträtt (LKPR) markant. Louise Woods-Beckman beskrev i ett tal vid Stockholmsföreningen av LKPR några månader senare att stämningen under mötet inledningsvis hade varit tragisk, men när den närmade sig slutet närmast farsartad.